# Galán

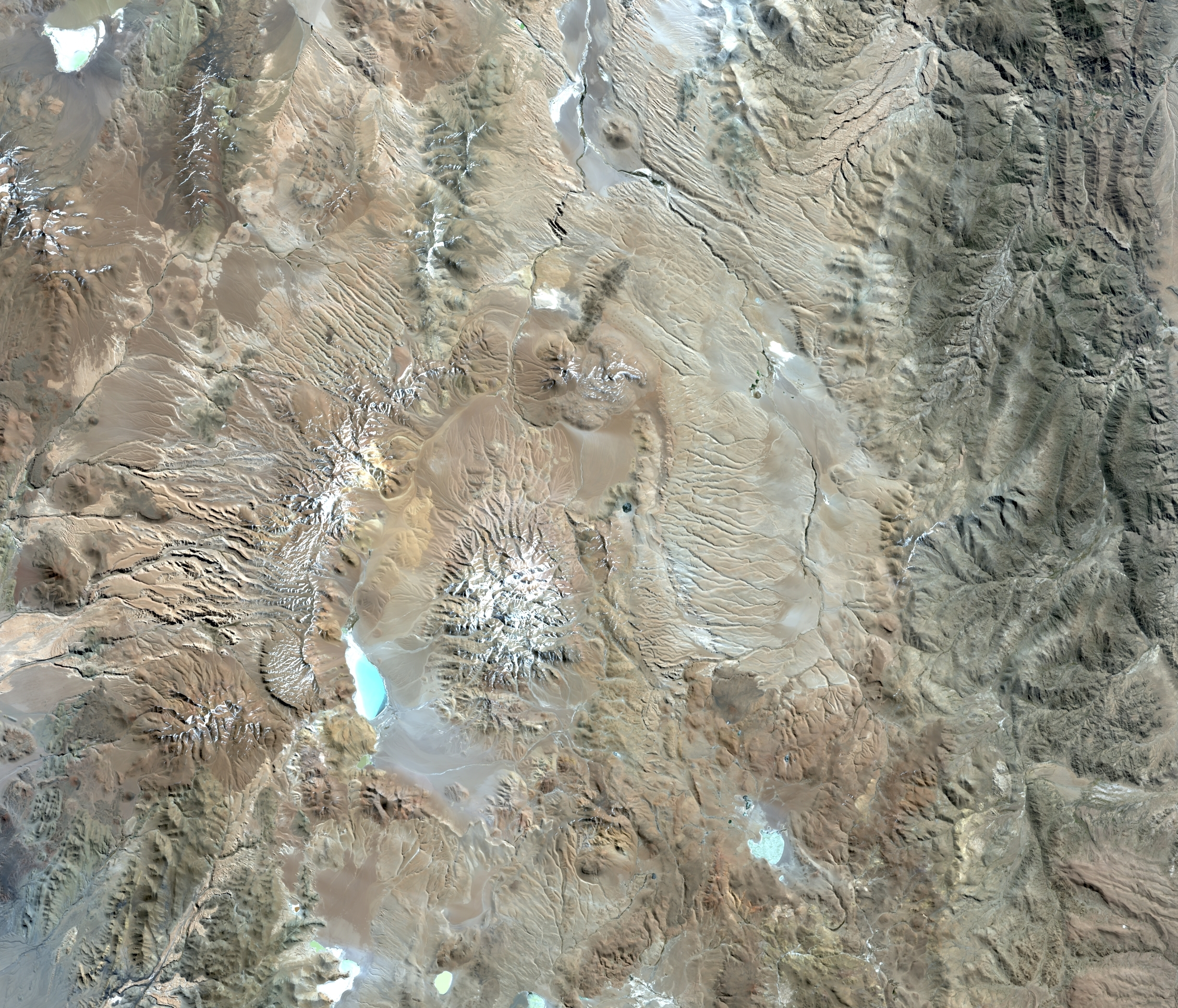
Imagem do Cerro Galán vista do espaço

Cerro Galán é uma caldeira na província de Catamarca da Argentina . É uma das maiores caldeiras expostas do mundo. Faz parte da Zona Vulcânica Central dos Andes, um dos vários cinturões vulcânicos encontrados na América do Sul. É um dos vários principais sistemas de caldeira na Zona Vulcânica Central, alguns dos quais estão agrupados no complexo vulcânico Altiplano-Puna .